# Põikva
Põikva är en ort i Estland. Den ligger i Türi kommun och landskapet Järvamaa, i den centrala delen av landet, 90 km söder om huvudstaden Tallinn. Põikva ligger 56 meter över havet och antalet invånare är 137.
Terrängen runt Põikva är mycket platt. Runt Põikva är det mycket glesbefolkat, med 4 invånare per kvadratkilometer. Närmaste större samhälle är Türi, 10,9 km norr om Põikva. I omgivningarna runt Põikva växer i huvudsak blandskog.